# Tour du Pays basque 2002
La 42e édition du Tour du Pays basque a eu lieu du  8 au 12 avril 2002. La victoire finale est revenue à l'Espagnol Aitor Osa.

## Présentation

### Equipes
| Groupes sportifs I (16)- Lampre-Daikin - Fassa Bortolo - Telekom - Rabobank - Mapei-Quick Step - Lotto-Adecco - iBanesto.com - Cofidis, le Crédit par Téléphone - ONCE-Eroski - Kelme-Costa Blanca - CSC-Tiscali - Euskaltel-Euskadi - Saeco-Longoni Sport - Team Coast - AG2R Prévoyance - Gerolsteiner Groupes sportifs II (3)- Alessio - Colchon Relax-Fuenlabrada - Jazztel-Costa de Almeria |
| |

## Les étapes
| Étape      | Date    | Villes étapes                     | type                        | Distance (km) | Vainqueur d'étape | Leader du classement général |
| ---------- | ------- | --------------------------------- | --------------------------- | ------------- | ----------------- | ---------------------------- |
| 1re étape  | 8 avr.  | Zalla – Zalla                     | étape vallonnée             | 139           | Beat Zberg        | Beat Zberg                   |
| 2e étape   | 9 avr.  | Zalla – Vitoria-Gasteiz           | étape vallonnée             | 183           | César García      | Beat Zberg                   |
| 3e étape   | 10 avr. | Vitoria-Gasteiz – Altsasu-Alsasua | étape vallonnée             | 170           | Aitor Osa         | Aitor Osa                    |
| 4e étape   | 11 avr. | Altsasu-Alsasua – Villabona       | étape vallonnée             | 154           | Franco Pellizotti | Aitor Osa                    |
| 5e a étape | 12 avr. | Villabona – Elgóibar              | étape vallonnée             | 94            | David Etxebarria  | Aitor Osa                    |
| 5e b étape | 12 avr. | Elgóibar – Elgóibar               | contre-la-montre individuel | 15,2          | David Etxebarria  | Aitor Osa                    |

## Déroulement de la course

### 1reétape
| \| Classement de l'étape \| Classement de l'étape \| Classement de l'étape \| Classement de l'étape \| Classement de l'étape \| \| Coureur \| Coureur \| Pays \| Équipe \| Temps \| \| --------------------- \| --------------------- \| --------------------- \| --------------------- \| --------------------- \| |         |      |        |       |
| |         |      |        |       |
| |         |      |        |       |
| Classement de l'étape |         |      |        |       |
| Coureur | Coureur | Pays | Équipe | Temps |

| \| Classement général \| Classement général \| Classement général \| Classement général \| Classement général \| \| Coureur \| Coureur \| Pays \| Équipe \| Temps \| \| ------------------ \| ------------------ \| ------------------ \| ------------------ \| ------------------ \| |         |      |        |       |
| |         |      |        |       |
| |         |      |        |       |
| Classement général |         |      |        |       |
| Coureur | Coureur | Pays | Équipe | Temps |

### 2eétape
| \| Classement de l'étape \| Classement de l'étape \| Classement de l'étape \| Classement de l'étape \| Classement de l'étape \| \| Coureur \| Coureur \| Pays \| Équipe \| Temps \| \| --------------------- \| --------------------- \| --------------------- \| --------------------- \| --------------------- \| |         |      |        |       |
| |         |      |        |       |
| |         |      |        |       |
| Classement de l'étape |         |      |        |       |
| Coureur | Coureur | Pays | Équipe | Temps |

| \| Classement général \| Classement général \| Classement général \| Classement général \| Classement général \| \| Coureur \| Coureur \| Pays \| Équipe \| Temps \| \| ------------------ \| ------------------ \| ------------------ \| ------------------ \| ------------------ \| |         |      |        |       |
| |         |      |        |       |
| |         |      |        |       |
| Classement général |         |      |        |       |
| Coureur | Coureur | Pays | Équipe | Temps |

### 3eétape
| \| Classement de l'étape \| Classement de l'étape \| Classement de l'étape \| Classement de l'étape \| Classement de l'étape \| \| Coureur \| Coureur \| Pays \| Équipe \| Temps \| \| --------------------- \| --------------------- \| --------------------- \| --------------------- \| --------------------- \| |         |      |        |       |
| |         |      |        |       |
| |         |      |        |       |
| Classement de l'étape |         |      |        |       |
| Coureur | Coureur | Pays | Équipe | Temps |

| \| Classement général \| Classement général \| Classement général \| Classement général \| Classement général \| \| Coureur \| Coureur \| Pays \| Équipe \| Temps \| \| ------------------ \| ------------------ \| ------------------ \| ------------------ \| ------------------ \| |         |      |        |       |
| |         |      |        |       |
| |         |      |        |       |
| Classement général |         |      |        |       |
| Coureur | Coureur | Pays | Équipe | Temps |

### 4eétape
| \| Classement de l'étape \| Classement de l'étape \| Classement de l'étape \| Classement de l'étape \| Classement de l'étape \| \| Coureur \| Coureur \| Pays \| Équipe \| Temps \| \| --------------------- \| --------------------- \| --------------------- \| --------------------- \| --------------------- \| |         |      |        |       |
| |         |      |        |       |
| |         |      |        |       |
| Classement de l'étape |         |      |        |       |
| Coureur | Coureur | Pays | Équipe | Temps |

| \| Classement général \| Classement général \| Classement général \| Classement général \| Classement général \| \| Coureur \| Coureur \| Pays \| Équipe \| Temps \| \| ------------------ \| ------------------ \| ------------------ \| ------------------ \| ------------------ \| |         |      |        |       |
| |         |      |        |       |
| |         |      |        |       |
| Classement général |         |      |        |       |
| Coureur | Coureur | Pays | Équipe | Temps |

### 5eétapea
| \| Classement de l'étape \| Classement de l'étape \| Classement de l'étape \| Classement de l'étape \| Classement de l'étape \| \| Coureur \| Coureur \| Pays \| Équipe \| Temps \| \| --------------------- \| --------------------- \| --------------------- \| --------------------- \| --------------------- \| |         |      |        |       |
| |         |      |        |       |
| |         |      |        |       |
| Classement de l'étape |         |      |        |       |
| Coureur | Coureur | Pays | Équipe | Temps |

| \| Classement général \| Classement général \| Classement général \| Classement général \| Classement général \| \| Coureur \| Coureur \| Pays \| Équipe \| Temps \| \| ------------------ \| ------------------ \| ------------------ \| ------------------ \| ------------------ \| |         |      |        |       |
| |         |      |        |       |
| |         |      |        |       |
| Classement général |         |      |        |       |
| Coureur | Coureur | Pays | Équipe | Temps |

### 5eétapeb
| \| Classement de l'étape \| Classement de l'étape \| Classement de l'étape \| Classement de l'étape \| Classement de l'étape \| \| Coureur \| Coureur \| Pays \| Équipe \| Temps \| \| --------------------- \| --------------------- \| --------------------- \| --------------------- \| --------------------- \| |         |      |        |       |
| |         |      |        |       |
| |         |      |        |       |
| Classement de l'étape |         |      |        |       |
| Coureur | Coureur | Pays | Équipe | Temps |

## Classements finals

### Classement général
| \| Classement général \| Classement général \| Classement général \| Classement général \| Classement général \| \| Coureur \| Coureur \| Pays \| Équipe \| Temps \| \| ------------------ \| ------------------------ \| ------------------ \| ------------------------------- \| ------------------ \| \| 1er \| Aitor Osa \| Espagne \| iBanesto.com \| 18 h 04 min 53 s \| \| 2e \| David Etxebarria \| Espagne \| Euskaltel-Euskadi \| + 2 min 36 s \| \| 3e \| Gonzalo Bayarri \| Espagne \| Jazztel-Costa de Almeria \| + 2 min 53 s \| \| 4e \| Michael Boogerd \| Pays-Bas \| Rabobank \| + 3 min 09 s \| \| 5e \| Mario Aerts \| Belgique \| Lotto-Adecco \| + 3 min 54 s \| \| 6e \| Cadel Evans \| Australie \| Mapei-Quick Step \| + 3 min 55 s \| \| 7e \| Alexandre Vinokourov \| Kazakhstan \| Telekom \| + 4 min 07 s \| \| 8e \| Andrea Noè \| Italie \| Mapei-Quick Step \| + 4 min 12 s \| \| 9e \| Stefano Garzelli \| Italie \| Mapei-Quick Step \| + 4 min 22 s \| \| 10e \| Samuel Sánchez \| Espagne \| Euskaltel-Euskadi \| + 4 min 46 s \| \| 11e \| Franco Pellizotti \| Italie \| Alessio \| + 5 min 19 s \| \| 12e \| Fernando Escartín \| Espagne \| Team Coast \| + 5 min 19 s \| \| 13e \| Beat Zberg \| Suisse \| Rabobank \| + 5 min 37 s \| \| 14e \| Alexandr Shefer \| Kazakhstan \| Alessio \| + 5 min 41 s \| \| 15e \| Jörg Jaksche \| Allemagne \| ONCE-Eroski \| + 6 min 10 s \| \| 16e \| Rik Verbrugghe \| Belgique \| Lotto-Adecco \| + 6 min 41 s \| \| 17e \| Bingen Fernández \| Espagne \| Cofidis-Le Crédit par Téléphone \| + 6 min 49 s \| \| 18e \| Marcos Serrano \| Espagne \| ONCE-Eroski \| + 7 min 42 s \| \| 19e \| José Azevedo \| Portugal \| ONCE-Eroski \| + 7 min 49 s \| \| 20e \| Juan José de los Ángeles \| Espagne \| Kelme-Costa Blanca \| + 7 min 53 s \| |                          |            |                                 |                  |
| |                          |            |                                 |                  |
| |                          |            |                                 |                  |
| Classement général |                          |            |                                 |                  |
| Coureur | Coureur                  | Pays       | Équipe                          | Temps            |
| 1er | Aitor Osa                | Espagne    | iBanesto.com                    | 18 h 04 min 53 s |
| 2e | David Etxebarria         | Espagne    | Euskaltel-Euskadi               | + 2 min 36 s     |
| 3e | Gonzalo Bayarri          | Espagne    | Jazztel-Costa de Almeria        | + 2 min 53 s     |
| 4e | Michael Boogerd          | Pays-Bas   | Rabobank                        | + 3 min 09 s     |
| 5e | Mario Aerts              | Belgique   | Lotto-Adecco                    | + 3 min 54 s     |
| 6e | Cadel Evans              | Australie  | Mapei-Quick Step                | + 3 min 55 s     |
| 7e | Alexandre Vinokourov     | Kazakhstan | Telekom                         | + 4 min 07 s     |
| 8e | Andrea Noè               | Italie     | Mapei-Quick Step                | + 4 min 12 s     |
| 9e | Stefano Garzelli         | Italie     | Mapei-Quick Step                | + 4 min 22 s     |
| 10e | Samuel Sánchez           | Espagne    | Euskaltel-Euskadi               | + 4 min 46 s     |
| 11e | Franco Pellizotti        | Italie     | Alessio                         | + 5 min 19 s     |
| 12e | Fernando Escartín        | Espagne    | Team Coast                      | + 5 min 19 s     |
| 13e | Beat Zberg               | Suisse     | Rabobank                        | + 5 min 37 s     |
| 14e | Alexandr Shefer          | Kazakhstan | Alessio                         | + 5 min 41 s     |
| 15e | Jörg Jaksche             | Allemagne  | ONCE-Eroski                     | + 6 min 10 s     |
| 16e | Rik Verbrugghe           | Belgique   | Lotto-Adecco                    | + 6 min 41 s     |
| 17e | Bingen Fernández         | Espagne    | Cofidis-Le Crédit par Téléphone | + 6 min 49 s     |
| 18e | Marcos Serrano           | Espagne    | ONCE-Eroski                     | + 7 min 42 s     |
| 19e | José Azevedo             | Portugal   | ONCE-Eroski                     | + 7 min 49 s     |
| 20e | Juan José de los Ángeles | Espagne    | Kelme-Costa Blanca              | + 7 min 53 s     |

| Classement par points | Classement par points | Classement par points | Classement par points    | Classement par points |
| Coureur               | Coureur               | Pays                  | Équipe                   | Points                |
| --------------------- | --------------------- | --------------------- | ------------------------ | --------------------- |
| 1er                   | David Etxebarria      | Espagne               | Euskaltel-Euskadi        | 90 pts                |
| 2e                    | Gonzalo Bayarri       | Espagne               | Jazztel-Costa de Almeria | 60 pts                |
| 3e                    | Aitor Osa             | Espagne               | iBanesto.com             | 58 pts                |
| 4e                    | Beat Zberg            | Suisse                | Rabobank                 | 54 pts                |
| 5e                    | Mario Aerts           | Belgique              | Lotto-Adecco             | 43 pts                |
| 6e                    | Michael Boogerd       | Pays-Bas              | Rabobank                 | 36 pts                |
| 7e                    | Stefano Garzelli      | Italie                | Mapei-Quick Step         | 34 pts                |
| 8e                    | Samuel Sánchez        | Espagne               | Euskaltel-Euskadi        | 33 pts                |
| 9e                    | Alexandre Vinokourov  | Kazakhstan            | Telekom                  | 29 pts                |
| 10e                   | Davide Rebellin       | Italie                | Gerolsteiner             | 28 pts                |

| Classement par points | Classement par points | Classement par points | Classement par points    | Classement par points |
| Coureur               | Coureur               | Pays                  | Équipe                   | Points                |
| --------------------- | --------------------- | --------------------- | ------------------------ | --------------------- |
| 1er                   | David Etxebarria      | Espagne               | Euskaltel-Euskadi        | 90 pts                |
| 2e                    | Gonzalo Bayarri       | Espagne               | Jazztel-Costa de Almeria | 60 pts                |
| 3e                    | Aitor Osa             | Espagne               | iBanesto.com             | 58 pts                |
| 4e                    | Beat Zberg            | Suisse                | Rabobank                 | 54 pts                |
| 5e                    | Mario Aerts           | Belgique              | Lotto-Adecco             | 43 pts                |
| 6e                    | Michael Boogerd       | Pays-Bas              | Rabobank                 | 36 pts                |
| 7e                    | Stefano Garzelli      | Italie                | Mapei-Quick Step         | 34 pts                |
| 8e                    | Samuel Sánchez        | Espagne               | Euskaltel-Euskadi        | 33 pts                |
| 9e                    | Alexandre Vinokourov  | Kazakhstan            | Telekom                  | 29 pts                |
| 10e                   | Davide Rebellin       | Italie                | Gerolsteiner             | 28 pts                |

| Classement de la montagne | Classement de la montagne | Classement de la montagne | Classement de la montagne | Classement de la montagne |
| Coureur                   | Coureur                   | Pays                      | Équipe                    | Points                    |
| ------------------------- | ------------------------- | ------------------------- | ------------------------- | ------------------------- |
| 1er                       | Rafael Casero             | Espagne                   | Jazztel-Costa de Almeria  | 33 pts                    |
| 2e                        | Michael Boogerd           | Pays-Bas                  | Rabobank                  | 27 pts                    |
| 3e                        | Massimo Codol             | Italie                    | Lampre-Daikin             | 25 pts                    |
| 4e                        | Pietro Caucchioli         | Italie                    | Alessio                   | 21 pts                    |
| 5e                        | Aitor Osa                 | Espagne                   | iBanesto.com              | 20 pts                    |
| 6e                        | David Etxebarria          | Espagne                   | Euskaltel-Euskadi         | 12 pts                    |
| 7e                        | Cadel Evans               | Australie                 | Mapei-Quick Step          | 11 pts                    |
| 8e                        | Marcelino García          | Espagne                   | CSC-Tiscali               | 11 pts                    |
| 9e                        | Gonzalo Bayarri           | Espagne                   | Jazztel-Costa de Almeria  | 10 pts                    |
| 10e                       | Alberto López de Munain   | Espagne                   | Euskaltel-Euskadi         | 10 pts                    |

| Classement de la montagne | Classement de la montagne | Classement de la montagne | Classement de la montagne | Classement de la montagne |
| Coureur                   | Coureur                   | Pays                      | Équipe                    | Points                    |
| ------------------------- | ------------------------- | ------------------------- | ------------------------- | ------------------------- |
| 1er                       | Rafael Casero             | Espagne                   | Jazztel-Costa de Almeria  | 33 pts                    |
| 2e                        | Michael Boogerd           | Pays-Bas                  | Rabobank                  | 27 pts                    |
| 3e                        | Massimo Codol             | Italie                    | Lampre-Daikin             | 25 pts                    |
| 4e                        | Pietro Caucchioli         | Italie                    | Alessio                   | 21 pts                    |
| 5e                        | Aitor Osa                 | Espagne                   | iBanesto.com              | 20 pts                    |
| 6e                        | David Etxebarria          | Espagne                   | Euskaltel-Euskadi         | 12 pts                    |
| 7e                        | Cadel Evans               | Australie                 | Mapei-Quick Step          | 11 pts                    |
| 8e                        | Marcelino García          | Espagne                   | CSC-Tiscali               | 11 pts                    |
| 9e                        | Gonzalo Bayarri           | Espagne                   | Jazztel-Costa de Almeria  | 10 pts                    |
| 10e                       | Alberto López de Munain   | Espagne                   | Euskaltel-Euskadi         | 10 pts                    |

| Classement des sprints | Classement des sprints | Classement des sprints | Classement des sprints   | Classement des sprints |
| Coureur                | Coureur                | Pays                   | Équipe                   | Points                 |
| ---------------------- | ---------------------- | ---------------------- | ------------------------ | ---------------------- |
| 1er                    | Pietro Caucchioli      | Italie                 | Alessio                  | 8 pts                  |
| 2e                     | Rafael Casero          | Espagne                | Jazztel-Costa de Almeria | 8 pts                  |
| 3e                     | Massimo Codol          | Italie                 | Lampre-Daikin            | 7 pts                  |
| 4e                     | Aitor Osa              | Espagne                | iBanesto.com             | 3 pts                  |
| 5e                     | Michael Boogerd        | Pays-Bas               | Rabobank                 | 3 pts                  |
| 6e                     | Franco Pellizotti      | Italie                 | Alessio                  | 3 pts                  |
| 7e                     | Patxi Vila             | Espagne                | iBanesto.com             | 3 pts                  |
| 8e                     | Bram de Groot          | Pays-Bas               | Rabobank                 | 3 pts                  |
| 9e                     | Nicki Sørensen         | Danemark               | CSC-Tiscali              | 3 pts                  |
| 10e                    | Marcelino García       | Espagne                | CSC-Tiscali              | 3 pts                  |

| Classement des sprints | Classement des sprints | Classement des sprints | Classement des sprints   | Classement des sprints |
| Coureur                | Coureur                | Pays                   | Équipe                   | Points                 |
| ---------------------- | ---------------------- | ---------------------- | ------------------------ | ---------------------- |
| 1er                    | Pietro Caucchioli      | Italie                 | Alessio                  | 8 pts                  |
| 2e                     | Rafael Casero          | Espagne                | Jazztel-Costa de Almeria | 8 pts                  |
| 3e                     | Massimo Codol          | Italie                 | Lampre-Daikin            | 7 pts                  |
| 4e                     | Aitor Osa              | Espagne                | iBanesto.com             | 3 pts                  |
| 5e                     | Michael Boogerd        | Pays-Bas               | Rabobank                 | 3 pts                  |
| 6e                     | Franco Pellizotti      | Italie                 | Alessio                  | 3 pts                  |
| 7e                     | Patxi Vila             | Espagne                | iBanesto.com             | 3 pts                  |
| 8e                     | Bram de Groot          | Pays-Bas               | Rabobank                 | 3 pts                  |
| 9e                     | Nicki Sørensen         | Danemark               | CSC-Tiscali              | 3 pts                  |
| 10e                    | Marcelino García       | Espagne                | CSC-Tiscali              | 3 pts                  |

| Classement par équipes | Classement par équipes           | Classement par équipes | Classement par équipes |
| Équipe                 | Équipe                           | Pays                   | Temps                  |
| ---------------------- | -------------------------------- | ---------------------- | ---------------------- |
| 1re                    | Mapei-Quick Step                 | Italie                 | 54 h 25 min 42 s       |
| 2e                     | iBanesto.com                     | Espagne                | + 2 min 05 s           |
| 3e                     | ONCE-Eroski                      | Espagne                | + 7 min 35 s           |
| 4e                     | Alessio                          | Italie                 | + 8 min 32 s           |
| 5e                     | Rabobank                         | Pays-Bas               | + 10 min 06 s          |
| 6e                     | Jazztel-Costa de Almeria         | Espagne                | + 14 min 45 s          |
| 7e                     | Cofidis, le Crédit par Téléphone | France                 | + 19 min 06 s          |
| 8e                     | Lotto-Adecco                     | Belgique               | + 19 min 56 s          |
| 9e                     | Kelme-Costa Blanca               | Espagne                | + 20 min 20 s          |
| 10e                    | Euskaltel-Euskadi                | Espagne                | + 27 min 58 s          |

| Classement par équipes | Classement par équipes           | Classement par équipes | Classement par équipes |
| Équipe                 | Équipe                           | Pays                   | Temps                  |
| ---------------------- | -------------------------------- | ---------------------- | ---------------------- |
| 1re                    | Mapei-Quick Step                 | Italie                 | 54 h 25 min 42 s       |
| 2e                     | iBanesto.com                     | Espagne                | + 2 min 05 s           |
| 3e                     | ONCE-Eroski                      | Espagne                | + 7 min 35 s           |
| 4e                     | Alessio                          | Italie                 | + 8 min 32 s           |
| 5e                     | Rabobank                         | Pays-Bas               | + 10 min 06 s          |
| 6e                     | Jazztel-Costa de Almeria         | Espagne                | + 14 min 45 s          |
| 7e                     | Cofidis, le Crédit par Téléphone | France                 | + 19 min 06 s          |
| 8e                     | Lotto-Adecco                     | Belgique               | + 19 min 56 s          |
| 9e                     | Kelme-Costa Blanca               | Espagne                | + 20 min 20 s          |
| 10e                    | Euskaltel-Euskadi                | Espagne                | + 27 min 58 s          |

## Liste des participants
| Lampre-Daikin LAM | Lampre-Daikin LAM           | Lampre-Daikin LAM |
| ----------------- | --------------------------- | ----------------- |
| Num               | Coureur                     | Pos               |
| 1                 | Raimondas Rumšas (LTU)      | AB-5              |
| 2                 | Pavel Tonkov (RUS)          |                   |
| 3                 | Juan Manuel Gárate (ESP)    |                   |
| 4                 | Mariano Piccoli (ITA)       |                   |
| 5                 | Massimo Codol (ITA)         |                   |
| 6                 | Simone Bertoletti (ITA)     |                   |
| 7                 | Sergio Barbero (ITA)        |                   |
| 8                 | Alessandro Cortinovis (ITA) |                   |

| Fassa Bortolo FAS | Fassa Bortolo FAS          | Fassa Bortolo FAS |
| ----------------- | -------------------------- | ----------------- |
| Num               | Coureur                    | Pos               |
| 11                | Francesco Casagrande (ITA) | AB-4              |
| 12                | Wladimir Belli (ITA)       |                   |
| 13                | Ivan Basso (ITA)           | AB-5              |
| 14                | Marco Velo (ITA)           |                   |
| 15                | Kim Kirchen (LUX)          | AB-4              |
| 16                | Rinaldo Nocentini (ITA)    | AB-3              |
| 17                | Oscar Pozzi (ITA)          |                   |
| 18                | Gorazd Štangelj (SLO)      |                   |

| Telekom TEL | Telekom TEL                | Telekom TEL |
| ----------- | -------------------------- | ----------- |
| Num         | Coureur                    | Pos         |
| 21          | Alexandre Vinokourov (KAZ) | 7e          |
| 22          | Andreas Klöden (GER)       | AB-3        |
| 23          | Torsten Hiekmann (GER)     | AB-3        |
| 24          | Bobby Julich (USA)         | AB-3        |
| 25          | Giuseppe Guerini (ITA)     | AB-4        |
| 26          | Rolf Aldag (GER)           | AB-5        |
| 27          | Udo Bölts (GER)            | 24e         |
| 28          | Sergueï Yakovlev (KAZ)     | AB-3        |

| Rabobank RAB | Rabobank RAB            | Rabobank RAB |
| ------------ | ----------------------- | ------------ |
| Num          | Coureur                 | Pos          |
| 31           | Michael Boogerd (NED)   | 4e           |
| 32           | Levi Leipheimer (USA)   |              |
| 33           | Beat Zberg (SUI)        | 13e          |
| 34           | Grischa Niermann (GER)  |              |
| 35           | Marc Lotz (NED)         |              |
| 36           | Geert Verheyen (BEL)    |              |
| 37           | Thorwald Veneberg (NED) |              |
| 38           | Bram de Groot (NED)     |              |

| Mapei-Quick Step MAP | Mapei-Quick Step MAP   | Mapei-Quick Step MAP |
| -------------------- | ---------------------- | -------------------- |
| Num                  | Coureur                | Pos                  |
| 41                   | Stefano Garzelli (ITA) | 9e                   |
| 42                   | Andrea Noè (ITA)       | 8e                   |
| 43                   | Luca Paolini (ITA)     | AB-5                 |
| 44                   | Stefano Zanini (ITA)   |                      |
| 45                   | Elio Aggiano (ITA)     |                      |
| 46                   | Cadel Evans (AUS)      | 6e                   |
| 47                   | Luca Scinto (ITA)      | AB-4                 |
| 48                   | Dario Cioni (ITA)      | AB-5                 |

| Lotto-Adecco ___ | Lotto-Adecco ___           | Lotto-Adecco ___ |
| ---------------- | -------------------------- | ---------------- |
| Num              | Coureur                    | Pos              |
| 51               | Rik Verbrugghe (BEL)       | 16e              |
| 52               | Mario Aerts (BEL)          | 5e               |
| 53               | Christophe Detilloux (BEL) | AB-4             |
| 54               | Kurt Van Lancker (BEL)     |                  |
| 55               | Guennadi Mikhailov (RUS)   | AB-3             |
| 56               | Kurt Van de Wouwer (BEL)   |                  |
| 57               | Ief Verbrugghe (BEL)       | AB-4             |
| 58               | Christophe Brandt (BEL)    |                  |

| iBanesto.com BAN | iBanesto.com BAN          | iBanesto.com BAN |
| ---------------- | ------------------------- | ---------------- |
| Num              | Coureur                   | Pos              |
| 61               | Unai Osa (ESP)            |                  |
| 62               | Aitor Osa (ESP)           | 1er              |
| 63               | Dariusz Baranowski (POL)  |                  |
| 64               | Tomasz Brożyna (POL)      | AB-5             |
| 65               | José Luis Arrieta (ESP)   | AB-3             |
| 66               | David Latasa (ESP)        |                  |
| 67               | Patxi Vila (ESP)          |                  |
| 68               | Juan Miguel Mercado (ESP) |                  |

| Cofidis-Le Crédit par Téléphone COF | Cofidis-Le Crédit par Téléphone COF | Cofidis-Le Crédit par Téléphone COF |
| ----------------------------------- | ----------------------------------- | ----------------------------------- |
| Num                                 | Coureur                             | Pos                                 |
| 71                                  | Íñigo Cuesta (ESP)                  | AB-5                                |
| 72                                  | Cédric Vasseur (FRA)                |                                     |
| 73                                  | Guido Trentin (ITA)                 | AB-2                                |
| 74                                  | Andrei Kivilev (KAZ)                | NP-5                                |
| 75                                  | Daniel Atienza (ESP)                |                                     |
| 76                                  | Bingen Fernández (ESP)              | 17e                                 |
| 77                                  | Peter Farazijn (BEL)                |                                     |
| 78                                  | Angelo Lopeboselli (ITA)            |                                     |

| ONCE-Eroski ONC | ONCE-Eroski ONC                 | ONCE-Eroski ONC |
| --------------- | ------------------------------- | --------------- |
| Num             | Coureur                         | Pos             |
| 81              | Joseba Beloki (ESP)             | AB-3            |
| 82              | Igor González de Galdeano (ESP) |                 |
| 83              | Abraham Olano (ESP)             |                 |
| 84              | Mikel Zarrabeitia (ESP)         | AB-5            |
| 85              | Marcos Serrano (ESP)            | 18e             |
| 86              | Jörg Jaksche (GER)              | 15e             |
| 87              | José Azevedo (POR)              | 19e             |
| 88              | Joaquim Rodríguez (ESP)         |                 |

| Alessio ALS | Alessio ALS               | Alessio ALS |
| ----------- | ------------------------- | ----------- |
| Num         | Coureur                   | Pos         |
| 91          | Ivan Gotti (ITA)          |             |
| 92          | Laurent Dufaux (SUI)      |             |
| 93          | Ruslan Ivanov (MDA)       | AB          |
| 94          | Alexandr Shefer (KAZ)     | 14e         |
| 95          | Daniele De Paoli (ITA)    |             |
| 96          | Pietro Caucchioli (ITA)   | 25e         |
| 97          | Franco Pellizotti (ITA)   | 11e         |
| 98          | Vladimir Miholjević (CRO) |             |

| Kelme-Costa Blanca KEL | Kelme-Costa Blanca KEL         | Kelme-Costa Blanca KEL |
| ---------------------- | ------------------------------ | ---------------------- |
| Num                    | Coureur                        | Pos                    |
| 101                    | Aitor González (ESP)           |                        |
| 102                    | Jesús Manzano (ESP)            | AB-4                   |
| 103                    | Santiago Pérez (ESP)           |                        |
| 104                    | Gustavo Otero (ESP)            | AB-5                   |
| 105                    | Francisco León Mane (ESP)      | AB-3                   |
| 106                    | Juan José de los Ángeles (ESP) | 20e                    |
| 107                    | Alejandro Valverde (ESP)       |                        |
| 108                    | Carlos García Quesada (ESP)    | AB-3                   |

| CSC-Tiscali CSC | CSC-Tiscali CSC         | CSC-Tiscali CSC |
| --------------- | ----------------------- | --------------- |
| Num             | Coureur                 | Pos             |
| 111             | Danny Jonasson          | AB-5            |
| 112             | Tyler Hamilton (USA)    |                 |
| 113             | Nicki Sørensen (DEN)    |                 |
| 114             | Carlos Sastre (ESP)     | AB-3            |
| 115             | Michael Rasmussen (DEN) |                 |
| 116             | Marcelino García (ESP)  |                 |
| 117             | Francisco Cerezo (ESP)  | AB-3            |
| 118             | Manuel Calvente (ESP)   | AB-3            |

| Euskaltel-Euskadi EUS | Euskaltel-Euskadi EUS         | Euskaltel-Euskadi EUS |
| --------------------- | ----------------------------- | --------------------- |
| Num                   | Coureur                       | Pos                   |
| 121                   | David Etxebarria (ESP)        | 2e                    |
| 122                   | José Alberto Martínez (ESP)   | AB-5                  |
| 123                   | Unai Etxebarria (VEN)         |                       |
| 124                   | César Solaun (ESP)            | AB-5                  |
| 125                   | Igor Flores (ESP)             | AB-5                  |
| 126                   | Alberto López de Munain (ESP) |                       |
| 127                   | Iñaki Isasi (ESP)             | AB-5                  |
| 128                   | Samuel Sánchez (ESP)          | 10e                   |

| Saeco-Longoni Sport SAE | Saeco-Longoni Sport SAE      | Saeco-Longoni Sport SAE |
| ----------------------- | ---------------------------- | ----------------------- |
| Num                     | Coureur                      | Pos                     |
| 131                     | Gilberto Simoni (ITA)        | AB-5                    |
| 132                     | Danilo Di Luca (ITA)         | AB-3                    |
| 133                     | Igor Astarloa (ESP)          |                         |
| 134                     | Juan Fuentes (ESP)           |                         |
| 135                     | Oscar Mason (ITA)            | AB-3                    |
| 136                     | Gerrit Glomser (AUT)         |                         |
| 137                     | Marius Sabaliauskas (LTU)    | AB-3                    |
| 138                     | Alessandro Spezialetti (ITA) | AB-3                    |

| Team Coast COA | Team Coast COA             | Team Coast COA |
| -------------- | -------------------------- | -------------- |
| Num            | Coureur                    | Pos            |
| 141            | Alex Zülle (SUI)           |                |
| 142            | Francisco José Lara (ESP)  |                |
| 143            | Fernando Escartín (ESP)    | 12e            |
| 144            | Aitor Garmendia (ESP)      | AB-5           |
| 145            | Manuel Beltrán (ESP)       | AB-5           |
| 146            | Luis Pérez Rodríguez (ESP) | AB-3           |
| 147            | David Plaza (ESP)          | AB-5           |
| 148            | Niki Aebersold (SUI)       | AB-4           |

| AG2R Prévoyance A2R | AG2R Prévoyance A2R       | AG2R Prévoyance A2R |
| ------------------- | ------------------------- | ------------------- |
| Num                 | Coureur                   | Pos                 |
| 151                 | Íñigo Chaurreau (ESP)     |                     |
| 152                 | Mikel Astarloza (ESP)     |                     |
| 153                 | Alexandre Botcharov (RUS) |                     |
| 154                 | Alexandre Grux (FRA)      | AB-3                |
| 155                 | Thierry Loder (FRA)       | AB-1                |
| 156                 | Christophe Oriol (FRA)    | AB-3                |
| 157                 | Nicolas Portal (FRA)      |                     |
| 158                 | Ludovic Turpin (FRA)      | AB-3                |

| Colchon Relax - Fuenlabrada ___ | Colchon Relax - Fuenlabrada ___ | Colchon Relax - Fuenlabrada ___ |
| ------------------------------- | ------------------------------- | ------------------------------- |
| Num                             | Coureur                         | Pos                             |
| 161                             | Antonio Colom (ESP)             |                                 |
| 162                             | José Manuel Maestre (ESP)       |                                 |
| 163                             | Nacor Burgos (ESP)              | AB-3                            |
| 164                             | Óscar Laguna (ESP)              |                                 |
| 165                             | José Manuel Vázquez (ESP)       |                                 |
| 166                             | David Vázquez López (ESP)       | AB-3                            |
| 167                             | Sergio Perez (ESP)              | AB-3                            |
| 168                             | César García (ESP)              | AB-3                            |

| Jazztel-Costa de Almeria JAZ | Jazztel-Costa de Almeria JAZ | Jazztel-Costa de Almeria JAZ |
| ---------------------------- | ---------------------------- | ---------------------------- |
| Num                          | Coureur                      | Pos                          |
| 171                          | Juan Carlos Guillamón (ESP)  |                              |
| 172                          | Rafael Casero (ESP)          | 29e                          |
| 173                          | José Antonio Garrido (ESP)   |                              |
| 174                          | Pedro Díaz Lobato (ESP)      | AB-3                         |
| 175                          | Ricardo Valdés (ESP)         |                              |
| 176                          | Gonzalo Bayarri (ESP)        | 3e                           |
| 177                          | Gustavo Toledo (ARG)         | AB-5                         |
| 178                          | Darío Gadeo (ESP)            |                              |

| Gerolsteiner GST | Gerolsteiner GST         | Gerolsteiner GST |
| ---------------- | ------------------------ | ---------------- |
| Num              | Coureur                  | Pos              |
| 181              | Davide Rebellin (ITA)    |                  |
| 182              | Gianni Faresin (ITA)     | AB-4             |
| 183              | Volker Ordowski (GER)    | AB-3             |
| 184              | Daniele Contrini (ITA)   | AB-3             |
| 185              | Ellis Rastelli (ITA)     | NP-5             |
| 186              | Tobias Steinhauser (GER) | AB-4             |
| 187              | Marcel Strauss (SUI)     |                  |
| 188              | Torsten Schmidt (GER)    |                  |

| Lampre-Daikin LAM | Lampre-Daikin LAM           | Lampre-Daikin LAM |
| ----------------- | --------------------------- | ----------------- |
| Num               | Coureur                     | Pos               |
| 1                 | Raimondas Rumšas (LTU)      | AB-5              |
| 2                 | Pavel Tonkov (RUS)          |                   |
| 3                 | Juan Manuel Gárate (ESP)    |                   |
| 4                 | Mariano Piccoli (ITA)       |                   |
| 5                 | Massimo Codol (ITA)         |                   |
| 6                 | Simone Bertoletti (ITA)     |                   |
| 7                 | Sergio Barbero (ITA)        |                   |
| 8                 | Alessandro Cortinovis (ITA) |                   |

| Fassa Bortolo FAS | Fassa Bortolo FAS          | Fassa Bortolo FAS |
| ----------------- | -------------------------- | ----------------- |
| Num               | Coureur                    | Pos               |
| 11                | Francesco Casagrande (ITA) | AB-4              |
| 12                | Wladimir Belli (ITA)       |                   |
| 13                | Ivan Basso (ITA)           | AB-5              |
| 14                | Marco Velo (ITA)           |                   |
| 15                | Kim Kirchen (LUX)          | AB-4              |
| 16                | Rinaldo Nocentini (ITA)    | AB-3              |
| 17                | Oscar Pozzi (ITA)          |                   |
| 18                | Gorazd Štangelj (SLO)      |                   |

| Telekom TEL | Telekom TEL                | Telekom TEL |
| ----------- | -------------------------- | ----------- |
| Num         | Coureur                    | Pos         |
| 21          | Alexandre Vinokourov (KAZ) | 7e          |
| 22          | Andreas Klöden (GER)       | AB-3        |
| 23          | Torsten Hiekmann (GER)     | AB-3        |
| 24          | Bobby Julich (USA)         | AB-3        |
| 25          | Giuseppe Guerini (ITA)     | AB-4        |
| 26          | Rolf Aldag (GER)           | AB-5        |
| 27          | Udo Bölts (GER)            | 24e         |
| 28          | Sergueï Yakovlev (KAZ)     | AB-3        |

| Rabobank RAB | Rabobank RAB            | Rabobank RAB |
| ------------ | ----------------------- | ------------ |
| Num          | Coureur                 | Pos          |
| 31           | Michael Boogerd (NED)   | 4e           |
| 32           | Levi Leipheimer (USA)   |              |
| 33           | Beat Zberg (SUI)        | 13e          |
| 34           | Grischa Niermann (GER)  |              |
| 35           | Marc Lotz (NED)         |              |
| 36           | Geert Verheyen (BEL)    |              |
| 37           | Thorwald Veneberg (NED) |              |
| 38           | Bram de Groot (NED)     |              |

| Mapei-Quick Step MAP | Mapei-Quick Step MAP   | Mapei-Quick Step MAP |
| -------------------- | ---------------------- | -------------------- |
| Num                  | Coureur                | Pos                  |
| 41                   | Stefano Garzelli (ITA) | 9e                   |
| 42                   | Andrea Noè (ITA)       | 8e                   |
| 43                   | Luca Paolini (ITA)     | AB-5                 |
| 44                   | Stefano Zanini (ITA)   |                      |
| 45                   | Elio Aggiano (ITA)     |                      |
| 46                   | Cadel Evans (AUS)      | 6e                   |
| 47                   | Luca Scinto (ITA)      | AB-4                 |
| 48                   | Dario Cioni (ITA)      | AB-5                 |

| Lotto-Adecco ___ | Lotto-Adecco ___           | Lotto-Adecco ___ |
| ---------------- | -------------------------- | ---------------- |
| Num              | Coureur                    | Pos              |
| 51               | Rik Verbrugghe (BEL)       | 16e              |
| 52               | Mario Aerts (BEL)          | 5e               |
| 53               | Christophe Detilloux (BEL) | AB-4             |
| 54               | Kurt Van Lancker (BEL)     |                  |
| 55               | Guennadi Mikhailov (RUS)   | AB-3             |
| 56               | Kurt Van de Wouwer (BEL)   |                  |
| 57               | Ief Verbrugghe (BEL)       | AB-4             |
| 58               | Christophe Brandt (BEL)    |                  |

| iBanesto.com BAN | iBanesto.com BAN          | iBanesto.com BAN |
| ---------------- | ------------------------- | ---------------- |
| Num              | Coureur                   | Pos              |
| 61               | Unai Osa (ESP)            |                  |
| 62               | Aitor Osa (ESP)           | 1er              |
| 63               | Dariusz Baranowski (POL)  |                  |
| 64               | Tomasz Brożyna (POL)      | AB-5             |
| 65               | José Luis Arrieta (ESP)   | AB-3             |
| 66               | David Latasa (ESP)        |                  |
| 67               | Patxi Vila (ESP)          |                  |
| 68               | Juan Miguel Mercado (ESP) |                  |

| Cofidis-Le Crédit par Téléphone COF | Cofidis-Le Crédit par Téléphone COF | Cofidis-Le Crédit par Téléphone COF |
| ----------------------------------- | ----------------------------------- | ----------------------------------- |
| Num                                 | Coureur                             | Pos                                 |
| 71                                  | Íñigo Cuesta (ESP)                  | AB-5                                |
| 72                                  | Cédric Vasseur (FRA)                |                                     |
| 73                                  | Guido Trentin (ITA)                 | AB-2                                |
| 74                                  | Andrei Kivilev (KAZ)                | NP-5                                |
| 75                                  | Daniel Atienza (ESP)                |                                     |
| 76                                  | Bingen Fernández (ESP)              | 17e                                 |
| 77                                  | Peter Farazijn (BEL)                |                                     |
| 78                                  | Angelo Lopeboselli (ITA)            |                                     |

| ONCE-Eroski ONC | ONCE-Eroski ONC                 | ONCE-Eroski ONC |
| --------------- | ------------------------------- | --------------- |
| Num             | Coureur                         | Pos             |
| 81              | Joseba Beloki (ESP)             | AB-3            |
| 82              | Igor González de Galdeano (ESP) |                 |
| 83              | Abraham Olano (ESP)             |                 |
| 84              | Mikel Zarrabeitia (ESP)         | AB-5            |
| 85              | Marcos Serrano (ESP)            | 18e             |
| 86              | Jörg Jaksche (GER)              | 15e             |
| 87              | José Azevedo (POR)              | 19e             |
| 88              | Joaquim Rodríguez (ESP)         |                 |

| Alessio ALS | Alessio ALS               | Alessio ALS |
| ----------- | ------------------------- | ----------- |
| Num         | Coureur                   | Pos         |
| 91          | Ivan Gotti (ITA)          |             |
| 92          | Laurent Dufaux (SUI)      |             |
| 93          | Ruslan Ivanov (MDA)       | AB          |
| 94          | Alexandr Shefer (KAZ)     | 14e         |
| 95          | Daniele De Paoli (ITA)    |             |
| 96          | Pietro Caucchioli (ITA)   | 25e         |
| 97          | Franco Pellizotti (ITA)   | 11e         |
| 98          | Vladimir Miholjević (CRO) |             |

| Kelme-Costa Blanca KEL | Kelme-Costa Blanca KEL         | Kelme-Costa Blanca KEL |
| ---------------------- | ------------------------------ | ---------------------- |
| Num                    | Coureur                        | Pos                    |
| 101                    | Aitor González (ESP)           |                        |
| 102                    | Jesús Manzano (ESP)            | AB-4                   |
| 103                    | Santiago Pérez (ESP)           |                        |
| 104                    | Gustavo Otero (ESP)            | AB-5                   |
| 105                    | Francisco León Mane (ESP)      | AB-3                   |
| 106                    | Juan José de los Ángeles (ESP) | 20e                    |
| 107                    | Alejandro Valverde (ESP)       |                        |
| 108                    | Carlos García Quesada (ESP)    | AB-3                   |

| CSC-Tiscali CSC | CSC-Tiscali CSC         | CSC-Tiscali CSC |
| --------------- | ----------------------- | --------------- |
| Num             | Coureur                 | Pos             |
| 111             | Danny Jonasson          | AB-5            |
| 112             | Tyler Hamilton (USA)    |                 |
| 113             | Nicki Sørensen (DEN)    |                 |
| 114             | Carlos Sastre (ESP)     | AB-3            |
| 115             | Michael Rasmussen (DEN) |                 |
| 116             | Marcelino García (ESP)  |                 |
| 117             | Francisco Cerezo (ESP)  | AB-3            |
| 118             | Manuel Calvente (ESP)   | AB-3            |

| Euskaltel-Euskadi EUS | Euskaltel-Euskadi EUS         | Euskaltel-Euskadi EUS |
| --------------------- | ----------------------------- | --------------------- |
| Num                   | Coureur                       | Pos                   |
| 121                   | David Etxebarria (ESP)        | 2e                    |
| 122                   | José Alberto Martínez (ESP)   | AB-5                  |
| 123                   | Unai Etxebarria (VEN)         |                       |
| 124                   | César Solaun (ESP)            | AB-5                  |
| 125                   | Igor Flores (ESP)             | AB-5                  |
| 126                   | Alberto López de Munain (ESP) |                       |
| 127                   | Iñaki Isasi (ESP)             | AB-5                  |
| 128                   | Samuel Sánchez (ESP)          | 10e                   |

| Saeco-Longoni Sport SAE | Saeco-Longoni Sport SAE      | Saeco-Longoni Sport SAE |
| ----------------------- | ---------------------------- | ----------------------- |
| Num                     | Coureur                      | Pos                     |
| 131                     | Gilberto Simoni (ITA)        | AB-5                    |
| 132                     | Danilo Di Luca (ITA)         | AB-3                    |
| 133                     | Igor Astarloa (ESP)          |                         |
| 134                     | Juan Fuentes (ESP)           |                         |
| 135                     | Oscar Mason (ITA)            | AB-3                    |
| 136                     | Gerrit Glomser (AUT)         |                         |
| 137                     | Marius Sabaliauskas (LTU)    | AB-3                    |
| 138                     | Alessandro Spezialetti (ITA) | AB-3                    |

| Team Coast COA | Team Coast COA             | Team Coast COA |
| -------------- | -------------------------- | -------------- |
| Num            | Coureur                    | Pos            |
| 141            | Alex Zülle (SUI)           |                |
| 142            | Francisco José Lara (ESP)  |                |
| 143            | Fernando Escartín (ESP)    | 12e            |
| 144            | Aitor Garmendia (ESP)      | AB-5           |
| 145            | Manuel Beltrán (ESP)       | AB-5           |
| 146            | Luis Pérez Rodríguez (ESP) | AB-3           |
| 147            | David Plaza (ESP)          | AB-5           |
| 148            | Niki Aebersold (SUI)       | AB-4           |

| AG2R Prévoyance A2R | AG2R Prévoyance A2R       | AG2R Prévoyance A2R |
| ------------------- | ------------------------- | ------------------- |
| Num                 | Coureur                   | Pos                 |
| 151                 | Íñigo Chaurreau (ESP)     |                     |
| 152                 | Mikel Astarloza (ESP)     |                     |
| 153                 | Alexandre Botcharov (RUS) |                     |
| 154                 | Alexandre Grux (FRA)      | AB-3                |
| 155                 | Thierry Loder (FRA)       | AB-1                |
| 156                 | Christophe Oriol (FRA)    | AB-3                |
| 157                 | Nicolas Portal (FRA)      |                     |
| 158                 | Ludovic Turpin (FRA)      | AB-3                |

| Colchon Relax - Fuenlabrada ___ | Colchon Relax - Fuenlabrada ___ | Colchon Relax - Fuenlabrada ___ |
| ------------------------------- | ------------------------------- | ------------------------------- |
| Num                             | Coureur                         | Pos                             |
| 161                             | Antonio Colom (ESP)             |                                 |
| 162                             | José Manuel Maestre (ESP)       |                                 |
| 163                             | Nacor Burgos (ESP)              | AB-3                            |
| 164                             | Óscar Laguna (ESP)              |                                 |
| 165                             | José Manuel Vázquez (ESP)       |                                 |
| 166                             | David Vázquez López (ESP)       | AB-3                            |
| 167                             | Sergio Perez (ESP)              | AB-3                            |
| 168                             | César García (ESP)              | AB-3                            |

| Jazztel-Costa de Almeria JAZ | Jazztel-Costa de Almeria JAZ | Jazztel-Costa de Almeria JAZ |
| ---------------------------- | ---------------------------- | ---------------------------- |
| Num                          | Coureur                      | Pos                          |
| 171                          | Juan Carlos Guillamón (ESP)  |                              |
| 172                          | Rafael Casero (ESP)          | 29e                          |
| 173                          | José Antonio Garrido (ESP)   |                              |
| 174                          | Pedro Díaz Lobato (ESP)      | AB-3                         |
| 175                          | Ricardo Valdés (ESP)         |                              |
| 176                          | Gonzalo Bayarri (ESP)        | 3e                           |
| 177                          | Gustavo Toledo (ARG)         | AB-5                         |
| 178                          | Darío Gadeo (ESP)            |                              |

| Gerolsteiner GST | Gerolsteiner GST         | Gerolsteiner GST |
| ---------------- | ------------------------ | ---------------- |
| Num              | Coureur                  | Pos              |
| 181              | Davide Rebellin (ITA)    |                  |
| 182              | Gianni Faresin (ITA)     | AB-4             |
| 183              | Volker Ordowski (GER)    | AB-3             |
| 184              | Daniele Contrini (ITA)   | AB-3             |
| 185              | Ellis Rastelli (ITA)     | NP-5             |
| 186              | Tobias Steinhauser (GER) | AB-4             |
| 187              | Marcel Strauss (SUI)     |                  |
| 188              | Torsten Schmidt (GER)    |                  |